# Мокшино (Тверская область)
Мокшино́ — деревня в Конаковском районе Тверской области России, административный центр сельского поселения «Завидово».
Находится в 23 километрах к юго-западу от города Конаково, расположена между федеральной автодорогой «Москва — Санкт-Петербург» и рекой Дойбица. От трассы М10 в Мокшино отходит дорога к ГК «Завидово».
В деревне 12 улиц, около 200 домов. Население по переписи 2002 года — 2258 человек, 1015 мужчин, 1243 женщины.

## История
В 1959 году у деревни Мокшино Тешиловского сельского Совета Завидовского района Калининской области началось строительство птицефабрики «Завидовская». Рядом со старой деревней, у Московского шоссе, построены благоустроенные дома для рабочих птицефабрики. Здесь были столовая, магазин, баня, парикмахерская, детский сад-ясли. В 1964 году была построена средняя школа. В 1968 году — Дом культуры, фельдшерско-акушерский пункт с зубоврачебным и физиотерапевтическим кабинетами, продовольственный магазин, комплексный приемный пункт бытового обслуживания, отделение связи с автоматической телефонной станцией. В деревне птицефабрика провела сельским жителям газ, водопровод, канализацию и теплотрассу. В 1970 году был заложен парк и установлен обелиск павшим воинам-землякам.
В конце 2010-х выстроено 3 квартала многоэтажных домов ЖК «Завидово»

## Население
| 2008 | 2010  |
| ---- | ----- |
| 2232 | ↘2166 |

## Уроженцы
- Захаревич, Юрий Иванович (род. 1963) — советский тяжелоатлет, олимпийский чемпион (1988), трёхкратный чемпион мира, заслуженный мастер спорта СССР.